# 康邦 (塔恩省)
康邦（法語：Cambon，法語發音：[kɑ̃bɔ̃]）是法国奥克西塔尼大区塔恩省的一个市镇，位于该省中北部，属于阿尔比区。

## 地理
康邦（43°54'46"N, 2°12'45"E）面积7.71 平方千米，位于法国奧克西塔尼大區塔恩省，该省份为法国南部内陆省份，北起顺时针与阿韦龙省、埃罗省、奥德省、上加龙省和塔恩-加龙省接壤。
与康邦接壤的市镇（或旧市镇、城区）包括：阿尔比、贝勒加德-马尔萨勒、屈纳克、弗雷热罗勒、聖瑞埃里。

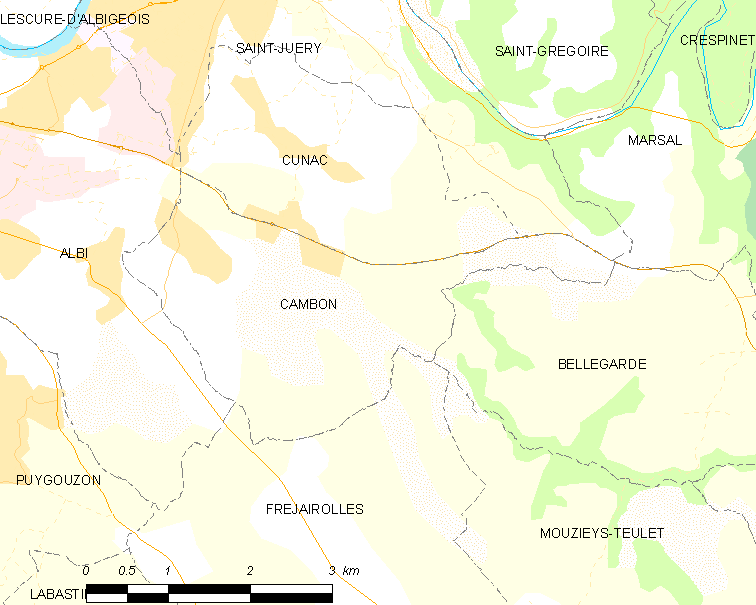
的OSM定位图

康邦的时区为UTC+01:00、UTC+02:00（夏令时）。

## 行政
康邦的邮政编码为81990，INSEE市镇编码为81052。

## 政治
康邦所属的省级选区为圣瑞埃里县。

## 人口

1962-2008年间人口变化图示

康邦于2022年1月1日时的人口数量为2128人。